# Global Young Academy
Global Young Academy är en internationell akademi för utbyte och samverkan mellan unga forskare inom olika vetenskapliga discipliner i världen.
Akademien har sitt ursprung i unga forskares diskussioner via InterAcademy Panel for International Issues (IAP) vid World Economic Forum i Davos och grundades i Berlin i februari 2010 med unga forskare från universitet i alla världsdelar. Dess syfte är att fungera som ett samlande forum för diskussioner om unga forskares villkor, samtal och utbyten tvärvetenskapligt i olika frågor av internationell vikt. 
I olika länder har även liknande nationella unga akademier bildats under det tidiga 2000-talet, däribland Sveriges unga akademi 2011.
Medlem: 
- Anna-Karin Tornberg
- Saeid Esmaeilzadeh